# Тихон (митрополит Казанский)
Митрополит Тихон II — епископ Русской православной церкви, митрополит Казанский и Свияжский.
Около 1580 года стал игуменом Псково-Печерского монастыря. В 1581 году огромное польско-литовское войско короля Стефана Батория двинулось на Псков и осадило его. Псково-Печерский монастырь с 29 октября 1581 года тоже оказался в осаде. Его обороняли монахи и около пятисот стрельцов, обороной руководил игумен Тихон. После пятимесячной осады монастырь так и не был взят.
В конце 1583 года хиротонисан во епископа Казанского с возведением в сан архиепископа.
Участвовал в учреждении на Руси патриаршества. 17 января 1589 года он присутствовал на заседании Освященного собора, 23 января — при избрании патриарха Иова. В конце января было принято решение о создании в России трёх митрополий — Новгородской, Казанской и Ростовской, после чего не позднее 22 февраля возведён в сан митрополита.
13 мая 1589 года в митрополита Казанского был рукоположён архимандрит Гермоген, будущий патриарх. Тихон же скорее всего ушёл на покой и не вернулся в Казань.